# История на Варна
Тази статия е за историята на град Варна в България от античността до наши дни.

## Районът през Древността
Най-ранните следи от човешко присъствие във Варненско са засвидетелствани от старокаменната епоха (палеолита) преди около 100 000 г., както и от мезолитните находки от района на м. Побитите камъни. В чертите на града са открити едни от най-древните поселения по Черноморието с над 7000-годишна давност. През 1972 г., по време на строителни работи, е открит Варненският халколитен некропол, който датира около 4400 г. преди Христа. В него е намерено най-старото златно съкровище в човешката история, както и други предмети от сребро, мед, бронз, кремък и глина.
Известно е, че на брега на Варненския залив, където сега се намира старата част на града, се намирала крепостта Одесос, което е старогръцки превод на по-старото име – Варна, e основана през 6 век пр. Хр. (около 570 г. пр. Хр.), в близост до същото старо тракийско селище в областта Варна от милетски колонисти. Един от почитаните е тракийският бог Дарзалас. Счита се, че градът е имал и храмове на Аполон и Дионис. През следващите години и векове крепостта е под властта на много завоеватели, включително Александър Македонски, но не пада поради обсадата, а става автономна част от империята на гръцкия завоевател със споразумение.  Градът остава македонско владение до смъртта на Лизимах през 281 пр.н.е., след което възстановява независимостта си.
В началото на новото хилядолетие Одесос е част от съюза Пентаполис между градовете Томи (днес Констанца), Калатея, Месемврия (днес Несебър) и Аполония Понтика (днес Созопол). Първите монети на Одесос са с лика на великия бог Дарзалас, представен в легнало положение и държащ „рога на изобилието“, както и с амфора в обърнато положение. В монетите е изобразен и монограм на града. Рогът е символ на богатство и плодородие, а амфората символизира виното, произведено във варненския край. 
През II век градът е обграден с нова крепостна стена от римляните. След разделянето на Римската империя през 395 г. той е включен в границите на Източната Римска империя, известна още като Византия. Независимо кои са били владетелите на крепостта, градът остава винаги със самостоятелно управление и с развита култура, търговия и занаяти, както и е селище с традиции в сеченето на монети.
Нападенията на готите от север, както и последвалата обществено-икономическа криза, нанасят сериозни удари върху града. През 447 г. император Теодосий II сключва примирие в Одесос с Атила, вожда на хуните, като така успява да го отдалечи от града. По този начин Одесос започва своето възраждане, като по времето на император Юстиниан I градът изживява стопански и културен подем.

## Българско и византийско средновековие
В края на VI век крепостта е напълно разрушена от нашествията на авари и славяни и името Одесос постепенно изчезва. Археологическите проучвания показават дълъг хиатус – градският живот тук е секнал около средата на VII в. след унищожителен пожар. Последните монети в пепелището са сечени от император Ираклий (610 – 641). Едва към X в. Сред развалините на античния Одесос възниква малко селище с българско население, от което са открити само две-три землянки. Името Варна е упоменато за първи път във византийските хроники от Теофан Изповедник и Патриарх Никифор във връзка с поемането на контрола на земите отвъд Дунав от Аспаруховите прабългари и тяхната победа при Онгъла над ромеите през 680 г. „Те (българите) преминали Истър (Дунав), (придошли) към така наречената Варна, близо до Одесос, и до разположената по-нататък вътрешна земя и когато видели, че мястото е укрепено и осигурено отвсякъде – и от реката, и от непроходимата местност – установили се тук.“ пише Теофан Изповедник в „Летописи“, буквално същото пише и патриарх Никифор в неговата „Кратка история“.
Създателите на историографските разкази за града от края на 19-и и първата половина на 20-и в., поддържат полулегандарното известие, застъпвано и днес, че хан Аспарух превзел Одесос (дн. гр. Варна), като се установил в „дворците на варненския акропол“ (т.е. внушителните одесоски Римски терми). Там именно от него и от посланиците на византийския император Констнтин Погонат (668 – 685 г.) бил подписан договора за мир в 681 г. с който Римската империя  признава държавността на България и в същата зала също бил сключен официално съюзът със славяните. Днес официално се приема, че договорът на Империята с България е подписан в Цариград.
Всъщност дали мястото на самия обезлюден от десетилетия град Одесос, където израства днешна Варна, е влизало в България по времето на Аспарух, не може точно да се установи., но околността му и областта „Варна“ източниците безспорно сочат, че са български, като наред с Теофан и патриарх Никифор и Симеон Логотет в своята Летопис свидетелства: „По времето на този император (Константин ІV) българският народ, след като преминал (земите на север от устието на Дунав) и се отделил от съплеменниците си, установил лагер от шатрите си във Варните, в някакви гъсти гори и планини с пещери.“ По това време българите изграждат землен вал при „Варна, близо до Одесос“, останки от който са открити при Аспарухово – според Вълкан Вълканов целта на съоръжението е да предотвратява достъпа на византийския флот във Варненското езеро. Градът със сигурност е в пределите на българската държава по време на управлението на хан Кардам (777 – 802 г.) и продължава и в края на VIII век да е, тук в умира българският кан Паган, който се опитва да запази града в територията на България чрез мирни преговори. След покръстването на българите през 864 г. по времето на цар Борис I, градът става важен християнски център, начело на който стоял митрополит. Към 970 г. Варна е завладяна от Византия, Според Иван Иванов обаче градът е бил разрушен в средата на VII век и е възстановен през XI век. В 1201 г. цар Калоян я превзема и унищожава целия погърчен град, приобщавайки територията на някогашното византийско владение към България. От 2008 г. е издигнат паметник на цар Калоян в града.
През XIII – XIV век във Варна има не само български, но и венециански, ромейски, генуезки, дубровнишки и флорентински търговци. През 1369 г. цар Иван Александър дарява Варна на своя добруджанския деспот Добротица в благодарност за помощта, която той му оказва за освобождаването на Видин от унгарска окупация и възвръщането му в пределите на българската държава. Варна става столица на неговия син Иванко Тертер. От 1372 до 1389 г. Варна е включена в Карвунското деспотство на Балик.

## Под османска власт
Деспот Иванко успява да устои на първата обсада на Варна от турците, но накрая в 1389 г. града пада под османско владичество. На 10 ноември 1444 г. край града обединените полско-унгарски кръстоносни войски на крал Владислав III, наречен Варненчик, и трансилванският войвода Януш Хунияди са победени от османците. Днес в морската столица има изграден мавзолей на християнския военачалник.
По времето на османското владичество Варна запазва своето стратегическо и търговско значение. През 18 – 19 век Варна на два пъти е освобождавана за кратко време от руските войски: през 1773 и 1828 г. През май 1854 г. в града се провежда съюзническа конференция на Османската империя, Великобритания и Франция, които заедно воюват срещу Русия по време на Кримската война (1854 – 1856).
Според свидетелства на посетили града в края на Кримската война американски мисионери, той има 17 хиляди жители и е ограден с крепостна стена, като по това време все още личат пораженията от продължилата три месеца руска обсада по време на Руско-турската война от 1828 – 1829 година.
На 12 март 1860 г. е отслужена църковна служба за пръв път на български език, десет години преди създаването на българската екзархия.
На 24 май 1862 г. във Варна за първи път са почетени Св. св. Кирил и Методий.
По времето на Кримската война през Варна е прекарана телеграфна линия, а през 1866 г. е завършена първата в България жп линия (Русе – Варна), която спомага за съживяването на търговията. Създават се община, банка, болница, училище, църква и читалище, които спомагат за възраждането на българския дух. При създаването на Българската екзархия през 1870 година Варна не е включена в нейната територия, тъй като повечето православни в града са с гръцко самосъзнание.
Варна е освободена окончателно на 27 юли 1878 г., когато руските войски влизат в града по силата на Санстефанския предварителен мирен договор от 3 март 1878 г. и на Берлинския договор от 13 юли 1878 г.
През 1863 г. е открита първата българска банка във Варна под името „Звезда“.
До средата на XIX век българите са незначителна част от населението на Варна, главно търговци от по-големите градове във вътрешността, като Шумен и Търново. Градът е населен освен с българи и с турци, татари, арменци, гагаузи, евреи, цигани и др. Носители на европейската култура са предимно образовани гръцки и еврейски семейства. Техни са магазините и ателиетата, из техните среди произлизат лекари, банкери, търговци и голяма част от интелигенцията. Голяма част от гагаузите и част от българите са гръкомани. Сред варненските турци също има елит, работещ в местния клон на Отоманската банка. Сред турците има и личности, които се занимават с търговия и индустриално производство.
През 1877 г. Баркли пише, че пашата на Варна обесва един осъден пред прозореца му и го оставя да виси там три дни.

## Първи години след Освобождението
След Освобождението във Варна все още доминира турското и гръцкото население. Освобождението заварва града с не повече от 3500 българи при общо население от 21 000 души. С С разрушаваенто на крепостната стена и османските казарми във Варна се заселват много българи от Северна Добруджа, Бесарабия, Тракия и Македония, и се появява Ени махле, т.е. Новата българска махала. В етническо отношение във Варна в края на XIX и началото на XX век могат да се различат осем махали. Сравнени по големина, те се подреждат: турската, гръцката, гагаузката, арменската, еврейската, българската, татарската и циганската. Най-значимият обществен център се оформя между гръцката, арменската, еврейската и турската махала, така нареченият Балък-пазар. Другият важен обществен център след Освобождението е Мусалата в турската махала. Между гръцката, арменската и гагаузката махала е развит с Ченгене-пазар (Цигански пазар) трети център. Начело на махалата е избиран мухтар (старейшина, кмет). На 29 януари 1879 г. във Варна са избрани осем мухтари, от които 3 са турци, 3 – гърци, 1 българин и 1 арменец.
След Освобождението градът се развива като важен търговски, пристанищен и промишлен център. Изграждат се едни от големите памукотекстилни, корабостроителни и кораборемонтни предприятия в страната. Между 1883 и 1885 г. през Варна е минавал прочутият Ориент Експрес.
През мандата на Кръстьо Мирски като кмет на Варна през годините 1888 – 1890 г. се осъществява съществена програма за регулиране и разширяване на улиците. Старите и новообразуваните улици се павират с „бандъръмски камък“. Програмата се захранва от собствени средства на общината и от заеми. Градът е благоустроен значително и в културно-просветно отношение. Построяват се училищата „Св. Кирил“, „Св. Наум“, разширява се у-ще „Св. Методий“. През 1890 г. се изграждат първите модерни морски бани на релси, което издига значимостта на Варна като морско летовище. По това време се изготвя първият план за разширение на Морската градина, построява се часовниковата кула и първата театрална зала „Съединение“.
През 1892 г. във Варна е основано Българско търговско параходно дружество, а през 1894 г. е поставено началото на съвременния български морски флот, като за нуждите на параходното дружество от Англия са закупени параходи 1100-тонният „България“ и 700-тонният „Борис“ за поддържане на първата морска линия Варна – Бургас – Цариград. През 1906 г. е открито и модерно пристанище с вълнолом във Варненския залив. Градът се превръща в център за изучаване на морето и използване на неговите богатства. Построена е зоологическа станция с аквариум.
През януари 1896 г. правителството на Константин Стоилов предлага и Народното събрание гласува закон за създаването на Военноморски сили. Унтерофицерската школа в Русе се разделя и във Варна се формира Машинно училище за подготовка на машинисти за флота. Флотският духов оркестър се премества през същата година от Русе във Варна.
Архитектурният облик на града бързо се изменя от ориенталски в централноевропейски вид. Редица млади архитекти и инженери, завършили в чужбина, работят за благоустрояването на Варна, създавайки десетки нови частни и обществени сгради, повечето от които и до днес носят статут на паметници на архитектурата. Към днешна дата в града има много разрушени стари сгради. В повечето случаи липсва правилна поддръжка и реставрация. По-големите обекти са най-поддържани – Драматичният театър, Археологическият музей, Офицерският клуб и др.
На 12 май 1896 г. по подобие на бургаското македонско дружество „Пирин планина“, по инициатива на капитан Петко войвода и братята Петър и Никола Драгулеви във Варна се създава и тракийско дружество, наречено „Одринско преселенско дружество – Странджа“, с председател д-р Младен Желязков . По време на първото преброяване в Княжество България жителите на града през 1887 г. са 25 256 души. За периода до 1892 г. те се увеличават с 23,95% на 34 922 жители. Причината за увеличението на популацията не е само естественият прираст – тя се дължи на механичния прираст, който в тези години е твърде висок поради заселването на бежанци от Одринска Тракия и Македония. Процесът се засилва след катастрофалните войни, които България води за обединение на българите. В резултат на това нови вълни от бежанци от Македония, Тракия и Добруджа достигат града и населението на Варна нараства спрямо 1910 г. с 45,52% и достига 50 819 жители.
През 1906 г. във Варна е основана „Градска омнибусна служба“ и са закупени първите автобуси. Първите транспортни линии са свързвали Морската градина с Пристанището и централната част. Същата година започва и реконструкция на пристанището.
През 1908 г. е съборена последната останала част от средновековната крепост на Варна. Сринати са и всички джамии. В края на 1900 г. е завършена красивата сграда на Военния клуб, построена по проект на военния инженер Тодор Бояджиев. Така се поставя началото в строителството на красиви и модерни частни сгради в стила неокласицизма. С промяната на облика на централната градска част се изменя и съставът на населението, особено след антигръцките вълнения в България от 1906 г., когато много гръцки семейства се изселват от Варна. Кварталите (махалите) приемат нови български имена, като останали от миналото са само Гръцката и Арменската махала.
Към 1900 г. броят на промишлените предприятия във Варна е 18, но до избухването на Балканската война те са вече над 70. През 1907 г. в града се открива първата българска фабрика за консервирани храни „Братя Генови“. Открити са и фабрики за производство на памучни и тъкани платове, шоколад, локум, вино и бира.  При избухването на Балканската война в 1912 г. 225 души от Варна са доброволци в Македоно-одринското опълчение.
До Балканските войни Варна се развива като главен търговски център на България за внос на стоки от Средиземноморието и колониалните западни империи. Паралелно с вносът се засилва и износът през варненското пристанище. В периода до Балканските войни градът се развива бурно и изживява най-големият си възход.
През 1915 година, в местността Пейнерджика (на брега на Варненското езеро, да не се бърка с днешния квартал Чайка) започват да пристигат първите водосамолети. През следващите години се построяват няколко хангара и терен, за приземяване и излитане на малки самолети. По-късно летището е било наречено „Тихина“.

## Бежанци, подем на икономиката и начало на туризма
|        | Варна  | Варна  | Бургас | Бургас |
| ------ | ------ | ------ | ------ | ------ |
| Година | Внос   | Износ  | Внос   | Износ  |
| 1920   | 47,80% | 15,20% | 14,20% | 42,40% |
| 1925   | 20,20% | 13,50% | 21,60% | 36,10% |
| 1930   | 14%    | 12,70% | 18,60% | 34,30% |
| 1937   | 11,60% | 15,80% | 24,70% | 27,40% |

Балканските войни слагат край на подема в търговски оборот на стоки, а отнемането на Южна Добруджа от България и притокът на бежанци от Македония, Тракия и Добруджа (над 30 000) в града засилва безработицата и бедността, и допълнително усложнява нелекото следвоенно положение на гражданите. Много предприятия не издържат на следвоенната икономическа криза и фалират, което води до нова вълна от безработица. Градът започва бързо да губи търговското си значение.
Първите водосамолети пристигат във Варна през 1915 година. Мястото за кацане и излитане е южният бряг на Варненското езеро. Година по-късно е направена писта и са построени хангари за малки самолети. Четири години по-късно лети първият транспортен самолет между София и Варна.
В началото на 20-те години на 20 в., благодарение на вноса на суровини през пристанището, подем отбелязват текстилната, металообработващата и машиностроителната промишленост. Така е осигурена работа на хиляди хора и градът се превръща във водещ индустриален център в североизточна България през следващите 10 – 15 години. През 1920 г. се създава Производителна механична корабна кооперация, а през 1925 г. се открива първата държавна корабостроителница. Голямата депресия не подминава и Варна – в края на 20-те години на 20 в. икономическата криза нанася тежък удар на промишлеността и води до многобройни фалити и съкращения на работници, последвани от стачки и социално напрежение. През 1931 г. безработните са над 3000 души Икономическо оживление настъпва в края на 1933 г. и началото на 1934 г. Старите предприятия се разширяват, създават се нови. Тенденцията на възход на промишленото производство се запазва до Втората световна война.
На 7 декември 1919 БКП печели общинските избори във Варна, кмет става Димитър Кондов. Управлението на БКП прави опит да въведе подоходно данъчно облагане. Създадени са общински предприятия – земеделско стопанство, зеленчукова градина, тухларна, железарска и дърводелска работилница, които продават на ниски цени и по този начин противодействат на следвоенната спекула и скъпотия. Открити са трапезария за бедни и безплатна пералня, начални училища, амбулатории, родилен дом.
На 10 юни 1921 г. Варна официално е обявена за морски курорт от тричленна комисия, изпълняваща ролята на общинска управа. На държавно ниво този акт се потвърждава с царски указ, издаден през 1925 г.. На 7 май през същата година започва строителството на модерни морски бани. С изграждането на морските централните бани, официалното открити на 1 август 1926 г., и на северните бани, открити през 1928 г. и разполагащи с водна пързалка и остро критикуван от обществеността смесен плаж, градът се превръща в модерен морски курорт. В годината на откриването морските бани привличат на 12 000 посетители, които през следващата година достигат 38 000, а през 1928 г. – 40 000. Тенденцията се запазва и през следващото десетилетие, като броят на курортистите е 30 – 50 000. Делът на чуждестранните туристи нараства. Според изчисления на общината, туристите внасят между 180 и 200 милиона лева в местната икономика – средства с огромно значение за развитието на стопанския живот в града.
Нарастващия поток от хора в града води до необходимостта от инфраструктурно развитие. Процесът на строеж на пътищата в града започва през 1927 г., след дълъг период на застой след Балканските войни. В средата на тридесетте години следва нова вълна на подобряване на инфраструктурата. Така към 1938 г. Варна разполага с 41 km кетонирани и павирани улици (23% от цялата градска мрежа) – показател, по който е първенец в България. През 1927 г. е положена основата на канализацията в града, а наравно с това се разширява и доизгражда водоснабдителната мрежа, необходима за посрещане на непрестанно нарастващото потребление от жителите и гостите, които във върховите летни месеци надхвърлят 100 000 души общо.

## Развитие по време на социализма
На 8 септември 1944 г. Съветски войски (Трети Украински фронт и Черноморския флот) навлизат в България през северната и морската граница, без да им бъде оказвана съпротива от българската войска, а във Варна морската пехота извършва десант. При нахлуването на съветските войски във Варна командирът на Трета българска армия ген. Никола Христов е убит. С окупацията още на 8 септември във Варна се установява управление на ОФ, като всички дейности на градското управление се съгласуват със съветското командване.
През 1946 година се утвърждана планът за ново летище в града. Година по-късно е открита официално въздушната линия София-Варна.
В първите дни на окупацията градът изпитва остър недостиг на храна, дрехи, горива, като за справянето с проблема руското командване предава на местната управа пленените, пълни с продоволствия близки германски складове.  Наред с това за нуждите на населението и съветската армия започват доставки на животни във варненската кланица от Румъния. В следващите години има остър недостиг на жилищни сгради, а единствената строителна организация в града, „Строемаг“, се справя незадоволително. В тези години управлението на БКП национализира фабрики и частни предприятия, както и баните.
Новата градската управа подпомага културата и изкуството. Още през 1946 г. се създава държавен симфоничен оркестър, през 1947 се откриват варненската опера и балетът към нея. През 1953 е открит кукленият театър, а през 1955 – музеят на революционното движение (днес Музей за история на Варна), през 1955 г. – институтът за усъвършенстване на учители.
През ноември 1944 е открита нова електроцентрала. През 1950 г. са открити градската болница и заводът „Елпром“. В периода 1953 – 55 е построен хлебозаводът, а на 1 септември 1955 г. е открит сухият док за ремонт и поддръжка на кораби.
От 20 декември 1949 до 20 октомври 1956 г. градът носи името Сталин, на името на Йосиф Сталин. Поради голямата миграция към града Министерският съвет ограничава приемането на нови граждани в град Сталин. Краят на 50-те години на века е белязан с дейности по разширяването и благоустройството на Морската градина. През 1956 г. е изграден детският кът (две години след него е открито декоративно езеро), а година по-късно – и Летният театър. Алеята на възрожденците е освежена, засети са нови дървета, а през 1959 г. е открит Пантеон на загиналите в борбата против фашизма. С постановление на Министерския съвет от 1 декември 1955 г. започва изграждането на курорта „Св. св. Константин и Елена“ („Дружба“), а от август 1956 г. – и на Златни пясъци. Строежът на нови хотели в Св. св. Констанин и Елена започва през 1956 г., а курортът е завършен в края на 60-те години на века.
Първата копка в комплекса Златни пясъци е направена през 11 август 1956 г., строежът на хотели се извършва бурно, което води и до известно еднообразие в плановите схеми. 
Шестдесетте години на века преминават в бум на строителството и развитието на промишлеността. Първата панелна сграда в града е изградена през 1959 г., а панелни сгради започват да се строят масово от 1962 г.  През 1963 г. е открит заводът за манометри „Черно море“, който всъщност произвежда военно оборудване. . През 1975 г. към града са присъединени селата Виница, Владиславово и Галата.. Официално е открит пристанищния комплекс „Варна-Запад“. Започва строителството на панелни блокове в кварталите „Васил Левски" и „Чайка". Построяват се нови жилищни комплекси в края на 70-те години (жк „Трошево", жк „Младост", жк „Възраждане").

## Варна след 1990 г.
Политическите промени в страната се отразяват и на морската столица на България. Варна се очертава като транспортен, културен, образователен и туристически център. След началото на прехода голяма част от варненските предприятия намаляват производствения си капацитет или изпадат в несъстоятелност. През 1991 г. се открива Варненски свободен университет. Курортните комплекси Св. св. Константин и Елена и Златни пясъци се разрастват значително.